# Веселовський Микола Іванович
Микола Іванович Веселовський (нар. 12 (24) листопада 1848, Москва — 12 квітня 1918, Петроград) — російський археолог, сходознавець, який вивчав історію та археологію Середньої Азії. Вів розкопки в Самарканді, першим досліджував причорноморські і скіфські старожитності, розкопав Келермесскі кургани, Майкопський курган, кургани Солоха та Огуз. Професор Петербурзького університету (1890), член-кореспондент Імператорської Санкт-Петербурзької Академії Наук (1914).

## Біографія
Закінчив курс в Вологодської гімназії у 1867 році.
У 1869 році вступив до Петербурзького університету на факультет східних мов за арабсько-турецькому розряду. За твір на тему «Про податки та повинності, що накладаються монголами на переможені народи» отримав золоту медаль.
Після закінчення курсу в 1873 році був залишений при університеті; по захисту дисертації на ступінь магістра «Нарис історико-географічних відомостей про Хивинске ханство з найдавніших часів до сьогодення» (СПб., 1877) був затверджений доцентом, а в 1890 році — виконуючим обов'язки ординарного професора.

### Період польових досліджень
У 1885 році Веселовський був відряджений в Туркестанський край з археологічною метою. Результати цієї поїздки частково оприлюднені у виданнях Імператорського Російського археологічного товариства. Веселовський вів розкопки руїн стародавнього городища, розташованого в безпосередній близькості від Самарканду — Афрасіаб. Їм було знайдено велику кількість різних предметів старовини, в тому числі залишки оссуаріїв, глиняні та цегляні стіни будинків, залишки колодязів, громадських сховищ води (хаузів) та водовідвідних споруд.
У 1889—1892 роках польові сезони Веселовський провів у Таврії, розкопуючи Шульгівський курган на околицях с. Новомиколаївка (нині Мелітопольського району на Запоріжжі).
Чотири польові сезони з 1891 по 1894 Веселовський на чолі археологічної експедиції досліджував скіфський курган Огуз на території сучасної Херсонської області. Приблизно в цей же час вчений досліджує Кам'яну Могилу.
У 1895 році Веселовський продовжив розкопки на Афрасіабі.
З ім'ям Миколи Івановича пов'язано проведення перших наукових описів (фіксацій) видатних історико-архітектурних пам'яток Самарканда. У 1895 році він очолив експедицію вчених, архітекторів, художників, яка виготовила креслення і малюнки мечеті Бібі-Ханим і мавзолею Гур-Емір. У 1905 році за матеріалами цієї експедиції був створений багатобарвний альбом, присвячений мавзолею Гур-Емір.
1896 — Веселовський вів розкопки поховань біля станиці Білоріченська.
1897 — Веселовський вів розкопки кургану поблизу міста Майкоп.
1898 — Веселовський вів розкопки одного кургану поблизу аулу Уляп (Адигея) і знайшов у ньому поховання скіфського царя. Наступні 20-ть років Веселовський активно вів розкопки в Адигеї. Особливе місце серед його досілджень займає Майкопський курган, який поклав початок відкриттю майкопської культури.
Два польові сезони (1909-1910) вчений досліджував курган Чмирева могила на Запоріжжі.
У листопаді 1917, Веселовський, закінчивши черговий сезон розкопок повертається в Петроград. Намагається підвести підсумки своїм науковим пошукам і знахідкам. Проте вже 30 березня 1918 рік хвороба обриває його життя.

## Праці
- «Манкитська династія, нині царююча в Бухарі» («Туркест. Відомий.» 1878 рік.),
- «Русскіє невільники у середньоазійських ханствах» (ibid. 1879),
- "Відомості про офіційне викладання східних мов в Росії "(в "Працях 3 Міжнародного з'їзду орієнталістів ", СПб., 1880),
- «Куликовська битва»(«Давня і нова Росія», 1870),
- "Прийом в Росії і відпуск середньоазійських послів в XVII і XVIII століттях "(«Журнал міністерства народної освіти», 1884),
- «Посольство до зюнгарского хун-тайчжі Цеван Рабтану капітана від артилерії Івана Унковського» («Записки Імператорського Російського географічного товариства з окр. етнографії», 1887),
- «В. В. Григор'єв, з його листів і праць»(СПб., 1887),
- «Рамазан в Самарканді і Курбан-байрам в Бухарі»(«Історичний вісник», 1888),
- «Пам'ятки дипломатичних зносин Московської Русі з Персією»(СПб., 1890),
- «Іван Данилович Хохлов, російський посланник в Персії і в Бухарі в XVII столітті» («Журнал міністерства народної освіти», 1891).
- «Бадаулет Якуб-бек, аталик Кашгарская». (СПб. 1898. Східна література)
- «Історія Імператорського Археологічного Товариства за 50 років». (СПб., 1900)
- "Кургани Кубанської області в період римського панування " (// Праці XII археологічного з'їзду.)
- «Про місце розташування Гюлістан при-Сарайської» (Київ, 1907.)
- «Танаїс Молодший» (//Гермес, 1909.)